# La vita veramente (singolo)
La vita veramente è un singolo del cantante italiano Fulminacci, pubblicato il 15 febbraio 2019 come secondo estratto dall'album omonimo, per l'etichetta Maciste Dischi.

## Tracce
1. La vita veramente – 3:21

## Video musicale
Il videoclip del brano, diretto da Andrea Santaterra, è stato pubblicato contestualmente all'uscita del singolo attraverso il canale YouTube del cantante.